# John-Olof Wallin
John-Olof Axel Wallin, född 5 april 1939, död 18 april 2016, var en svensk jurist som var lagman i Mora tingsrätt från 1992 till 2003 och i Karlskoga tingsrätt dessförinnan.
Wallin var lagman i Karlskoga tingsrätt 1990–1992 och i Mora tingsrätt 1992–2003. 